# Gyalideopsis helvetica
Gyalideopsis helvetica är en lavart som beskrevs av van den Boom och V?zda. Gyalideopsis helvetica ingår i släktet Gyalideopsis, och familjen Gomphillaceae. Arten är reproducerande i Sverige.